# Ступно
Ступно (укр. Ступно) — село в Мизочской поселковой общине Ровненского района Ровненской области Украины.
До 2020 года входило в Здолбуновский район.
Почтовый индекс — 35731. Телефонный код — 3652. Код КОАТУУ — 5622685701.

## Население
Население по переписи 2001 года составляло 930 человек.

### Языковой состав
Родной язык населения по данным переписи 2001 года:
| Язык       | Численность, чел. | Доля     |
| ---------- | ----------------- | -------- |
| Украинский | 929               | 99,89 %  |
| Другие     | 1                 | 0,11 %   |
| Итого      | 930               | 100,00 % |